# Edmond Thomas
 (août 2019).
Edmond Thomas, né le 20 mars 1944 à Paris, est un écrivain, éditeur et imprimeur français.
Fondateur de la revue Plein Chant en 1971 à Paris, il quitte la capitale et s’établit à Bassac, en Charente. Il y vit toujours, travaillant sur de nombreux projets.

## Parcours

### Débuts parisiens
Edmond Thomas passe son enfance dans le 15e arrondissement de Paris. Après avoir obtenu son certificat d’études primaires, réfractaire au système scolaire, il entre dans la vie active. Il devient manœuvre aux ateliers de reliure industrielle de Brodard & Taupin. Il y découvre la fraternité dans le travail. Il exerce également d’autres métiers du livre : brochure, édition, librairie ancienne.
Il fait deux rencontres importantes : celle de Fernand Tourret (1899-1988), et celle d’Yves Lévy, grand ami du premier.
Fernand Tourret est journaliste, producteur de radio, amateur de curiosités littéraires, techniques, archéologiques et sociologiques. Celui-ci exerce sur le jeune homme une influence intellectuelle et humaine importante que Edmond Thomas revendique encore aujourd'hui. Grâce à Fernand Tourret, également poète au sein du groupe de La Tour de Feu, le jeune Thomas est admis dans les réunions parisiennes de la revue. L'état d’esprit du groupe aura des répercussions sur son parcours.
Edmond Thomas reconnaît une autre dette envers Yves Lévy (1910-1982), qui fut journaliste pendant guerre d'Espagne. Lévy collabore ensuite à Paru et à Preuves. tout en étant bibliophile, érudit, spécialiste d’Élie Faure et de Machiavel, critique littéraire. Libraire, il forma pendant quatre ans Edmond Thomas à ce métier..
Thomas crée, au début de 1971, à Paris, la revue Plein Chant. Ce sont des cahiers de poésie ronéotés, imprimés sur duplicateur à encre, tirés à 150 ou 200 exemplaires. Cette publication est d’abord confidentielle ; elle prendra son essor par la suite, sous d’autres cieux.

### Province et compagnonnages
Pendant l’été 1971, Edmond Thomas quitte la capitale, voyage jusqu’en Charente et s’installe à Bassac, — à proximité de Jarnac et de La Tour de Feu. Il fait la connaissance de Pierre Boujut, fondateur et directeur de cette revue. S'ensuivront un voisinage et une longue amitié avec le poète et sa famille, ainsi qu’avec les membres de son groupe littéraire.
Quelques mois auparavant, Jean-Paul Louis s’était lui-même établi à Bassac. Il y accueille le nouveau venu : les projets des deux hommes présentant des similitudes, ils décident de travailler côte à côte. Pendant deux ans, ils mettent en commun une partie de leurs travaux. Jean-Paul Louis quittera Bassac pour Tusson, en 1973.
Edmond Thomas, en compagnie de Mary Boardman, poursuit la publication de Plein Chant et de diverses plaquettes de poésie. Il crée une petite maison d’édition, du même nom que la revue. On pourrait la rattacher aux mouvements d’après 1968, mais les Éditions Plein Chant s'en distingueront  en se donnant des caractéristiques reconnaissables.
Par exemple, la volonté de publier des auteurs souvent méconnus, contemporains ou appartenant au passé. Egalement, le soin particulier apporté au travail, qui fera bientôt d’Edmond Thomas un spécialiste de la ronéo. Sa persévérance et sa patience lui permettent de franchir l’intervalle séparant l’opuscule du livre. Dès 1974, le no 21 de Plein Chant, premier d’une nouvelle série, a 164 pages. Il est composé de « cahiers » assemblés et cousus à la main.
L’animateur de la revue revient brièvement dans la région parisienne en 1975. Il y rencontre Henry Poulaille. Il connaît ses écrits depuis longtemps. Ils ont orienté sa formation politique et ses goûts littéraires. Les échanges du nouvel éditeur charentais avec l’auteur du Nouvel âge littéraire confirment ses orientations, qu'elles ont en partie suscitées. Thomas contribue à faire connaître son œuvre et y demeurera toujours attaché.
En 1978, intéressé par le travail qui s’effectue à Bassac, Georges Monti s’installe à son tour près de l’abbaye. C'est un nouveau compagnonnage de presque trois années: réflexions et choix en commun, points d’accord et divergences… Durant cette période, Thomas franchit un pas : la ronéo des débuts cède la place à l’offset, la revue et ses collections sont désormais imprimées. En 1979, après le passage à l’offset, Plein Chant prend un aspect quasiment définitif.
Le livre d’Émile Guillaumin, Près du sol marque le début de ce nouveau mode de publication et, en deux ans, paraissent deux séries de quatre cahiers consacrés, entre autres, à Gaston Chaissac, Armand Robin, Paul Feller, Constant Malva. Des livres aussi, d’Armand Robin, de Charles-Louis Philippe, de Bernard Blangenois…
Dans cette liste non exhaustive, à côté d'auteurs aujourd’hui connus, les « ouvriers poètes du XIXe siècle » et les « écrivains du peuple » font l’objet de trois livraisons de la revue.

### Un engagement très personnel
Parallèlement, il mène de nombreuses activités éditoriales autour de la revue. Depuis sa rencontre avec Poulaille, Edmond Thomas est attentif à divers types de littérature du présent ou du passé, notamment à la littérature prolétarienne et libertaire. 
Il publie, en 1979, Voix d’en bas, chez Maspero, véritable somme consacrée à « la poésie ouvrière du XIXe siècle ». Cette somme regroupe près de cent-vingt auteurs, outre une introduction fournie. Chacun d’eux est représenté par une notice et par un ou plusieurs poèmes.
Cet ouvrage constitue encore une référence et montre qu’au long du XIXe siècle, une littérature marginale mais historiquement importante a existé ; elle témoignait de la vie et des aspirations du plus grand nombre, à savoir un prolétariat considéré comme négligeable par la bourgeoisie. Voix d’en bas est un patient travail d’archéologie littéraire et sociale, voire de réhabilitation. Edmond Thomas le poursuivra tout au long de sa carrière.

Il veut donner la parole à ceux qui ne l’ont pas eue, aux « oubliés » et aux « dédaignés ». C'est au centre de ses projets éditoriaux. Il s’y tient sans esprit de système et malgré le cours de l’Histoire contemporaine. Il annexe parfois des territoires inattendus, trouve des échappées, ménage des passages. Il s’efforce, de manière constante et délibérée, d’arracher à l’oubli un nom, une œuvre, un livre… délaissés par le « grand public » – autrement dit : 

« … des textes qui par nature semblent destinés à une diffusion confidentielle » car « ils ne font appel ni aux ressources de la mode, ni à la sensibilité du jour, ni aux procédés littéraires qui leur assureraient le succès du nombre. »

C’est ainsi que sont édités ou réédités des auteurs comme Henry Poulaille, Jean Prugnot, Neel Doff, Georges David, Raymond Ceuppens, Marius Noguès, Auguste Brepson, Lucien Bourgeois, Patrice Thibaudeaux ou Charles Denby. Pour accueillir leurs textes, outre les Cahiers Henry Poulaille, les Éditions Plein Chant créent la collection « Voix d’en bas ». Ouverte aux « écrivains du peuple, des années 30 et d’aujourd’hui », elle se situe dans le prolongement de l’ouvrage éponyme cité ci-dessus.
Ses valeurs orientent l’éditeur-imprimeur vers la publication de textes non francophones. Grâce à Philippe Bouquet, il ajoute à son catalogue, entre 1985 et 1987, un panorama de la littérature prolétarienne suédoise. Plusieurs traductions de romans scandinaves suivront, écrits par Folke Fridell, Jens Bjørneboe, Stig Claesson, Kurt Salomonson. Il faut associer la réédition des Oiseaux de Tarjei Vesaas (1897-1970), chef-d’œuvre de la littérature universelle. Il fut également publié en 1987 à Bassac, car il était alors « oublié » — ou « dédaigné » —, par les éditeurs en renom.

### Une tradition bien tempérée, à distance des modes
Par la suite, ses goûts et ses convictions le poussent vers un apparent éclectisme qui ne dissimule jamais une vision très cohérente de la littérature. Cette vision le conduit à lancer diverses collections, maintenues avec constance malgré son statut de « petit éditeur » qu’il a assumé et revendiqué tout au longtemps de sa carrière.
Ainsi, bien que n’appartenant pas à la catégorie des « éditeurs de renom », Edmond Thomas porte le plus grand respect aux traditions du livre et ne cache pas son admiration pour quelques-uns de ses prédécesseurs. Il aime citer les noms de Poulet-Malassis, Liseux, Jouaust, Quantin, Rouveyre, Lemerre, Kistemaeckers et surtout Jannet, tous éditeurs du XIXe siècle. Il voit dans la Bibliothèque elzévirienne, œuvre de Pierre Jannet, « un sommet de l’histoire de l’édition parce qu’elle marie harmonieusement trois exigences essentielles : qualité des textes, qualité matérielle et prix accessible ».
Ce désir de rester fidèle à une tradition donne naissance, en 1993 à la « Petite Librairie du XIXe siècle ». Les volumes de la collection sont publiés à peu d’exemplaires (en général 200) mais sur beau papier et « à l’identique » ou « à la manière de ». Ce parti pris peut aller jusqu’au pastiche : les couvertures de la série Gens singuliers — série dont l’intérêt est à la fois littéraire, historique et sociologique —, reprennent ainsi le jaune « serin ou beurre frais » de la Bibliothèque Charpentier, selon le vœu de son fondateur. Chaque publication est un hommage rendu à l’auteur  aussi bien qu’à l’un ou l’autre des éditeurs reconnus par Edmond Thomas comme ses « grands ascendants » : ceux-ci ont, en leur temps, « redonné vie à des écrits oubliés de notre patrimoine littéraire »
Répartie en différentes sous-sections, la « Petite Librairie du XIXe siècle » fait cohabiter des auteurs de l'époque avec certains de leurs aînés. Se côtoient le Pogge et Paul de Musset, Nicolas de Troyes et Théophile Gautier, de même que le comte de Caylus et Charles Nodier, l’abbé de Choisy et Jules Vallès, Champfleury et les Incohérents.
La lecture de ces noms pourrait laisser croire à une attitude passéiste. Or, à la « Petite librairie du XIXe siècle » fait pendant la collection des « Livres d’aujourd’hui ». Elle ouvre les Éditions Plein Chant à des productions contemporaines. En sont la preuve les nombreux ouvrages de Paule Adamy consacrés à l'histoire littéraire, ou de Marcelle Delpastre (1925-1998), dont les textes poétiques restent méconnus, et les noms de Michel Ohl, Pataphysicien patenté, de Noë Richter, pour ses recherches sur l’histoire de la lecture, de Jean Queval, Noël Arnaud et André Blavier — entre autres Oulipiens.
Peu de personnalités connues, mais des choix originaux et assumés. C’est un autre moyen d’éviter, à l’écart des modes, « la ruée vers la massification de toute chose », et la « marchandisation » auxquelles Edmond Thomas estime que nos sociétés condamnent hommes et livres. Rien de paradoxal dans une telle attitude : c’est le privilège du « petit éditeur » que de pouvoir publier des œuvres qui se vendront peu, œuvres que des maisons plus huppées ne jugent pas rentables.
De là des titres de collections évocateurs, comme L’Atelier furtif, La Font secrète ou La Tête reposée. D’autres manuscrits qu’il a jugés dignes d’attention permettent à l’imprimeur de laisser libre cours à son inspiration typographique au service des textes. Les volumes ainsi constitués prennent place dans la collection « Type-Type » ouverte en 1997 avec Paroles pour un jazz, de Pierre Vella. Cette sensibilité aux arts graphiques, qui apparaît dans les numéros de la revue, avait déjà donné naissance à deux autres collections : « Xylographies », créée en 1987 et « Xylographies oubliées », dont le premier volume a paru en 1994.

## Collaborations
Au fil des années, le hasard de différentes rencontres et un souci permanent de culture personnelle ont conduit l’éditeur de Bassac à diversifier les approches, et à constituer un fonds aux multiples entrées. Ce travail s’est poursuivi en interaction avec la revue Plein Chant qui, de 1971 à 2008, a ouvert ses pages à des collaborateurs venus d’horizons très divers. Des numéros spéciaux monographiques ont contribué à célébrer ou rappeler l’œuvre de nombreux écrivains ou éditeurs ; les numéros de « varia » ont rempli le « cahier des charges » d’une revue digne de ce nom : ouverture à des textes brefs — nouvelles, poèmes, essais —, études diverses, dessins, gravures, chroniques et notes de lecture.

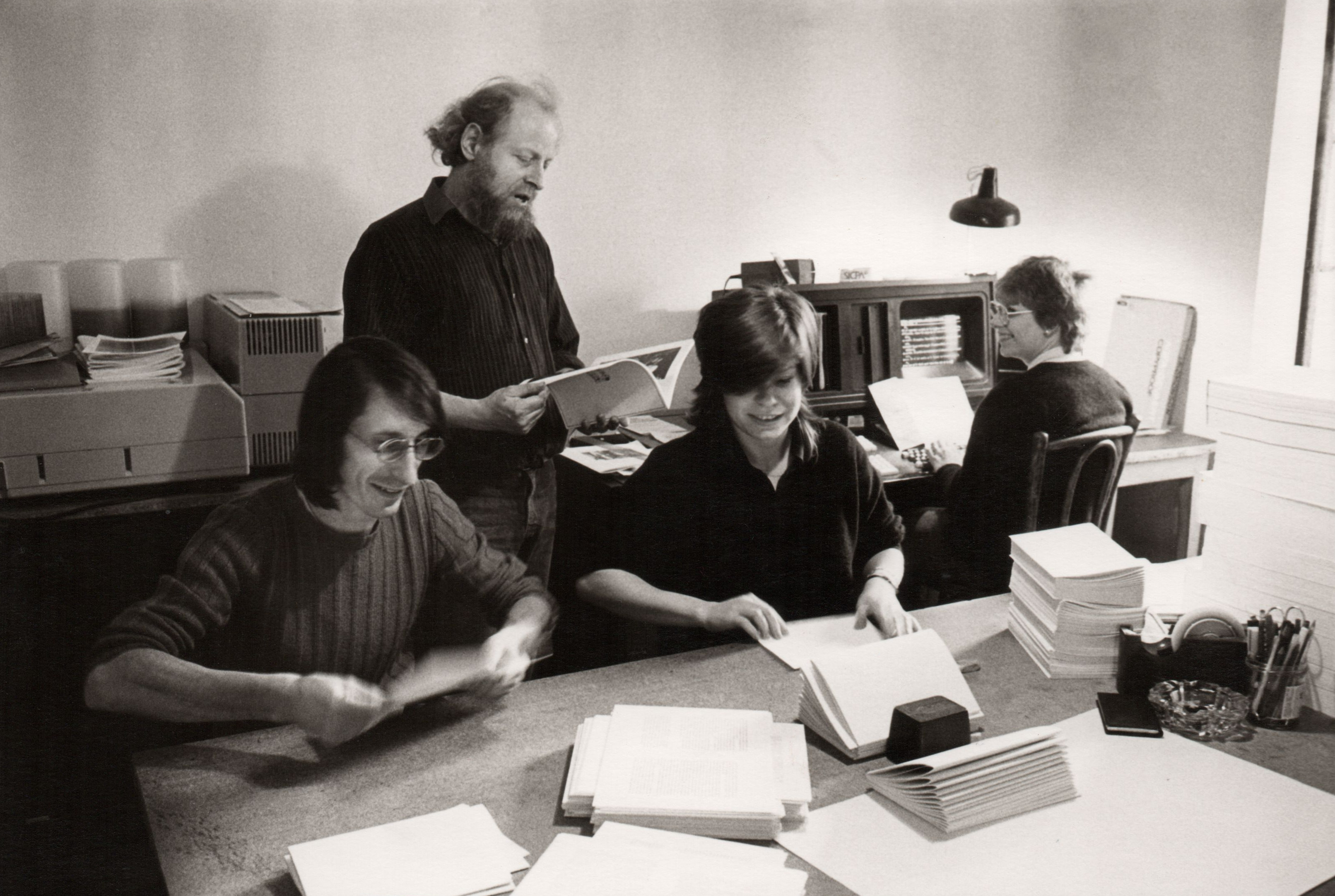
L'atelier de Bassac ca. 1989.

Edmond Thomas n’a jamais négligé le côté matériel de son métier et, en particulier, la présentation des ouvrages qu’il prenait en charge en tant qu’imprimeur « de labeur ». Son souci constant d’une perfection tout artisanale, le soin mis à choisir caractères ou papier, lui ont valu une réputation flatteuse dans un milieu littéraire non officiel mais bien vivant. De plus, en effectuant des travaux pour certains de ses collègues, une véritable collaboration s’est établie entre eux et lui. Claire Paulhan, par exemple, reconnaît volontiers ce que doivent les volumes qu’elle publie aux suggestions de celui qui fut son imprimeur pendant plusieurs années.
Un tel parcours n’a pas été totalement solitaire : d'autres compagnons sont passés à Bassac et ont participé aux activités de la maison, que ce soit en y exerçant un emploi rétribué ou, plus simplement, à titre amical. C’est ainsi que se sont succédé ou ont œuvré côte à côte, à des titres divers, Mary Boardman (les débuts), Daniel Roy (véritable bras droit), Catherine Bourgeois (secrétaire d’édition), Anne Garratt (composition), François Mary et Philippe Geneste (chroniqueurs), Pierre Ziegelmeyer (animateur de collection, chroniqueur), Gilles Chapacou (illustrateur), Jean-Pierre Thomas (illustrateur, animateur de collection), Paule Adamy (rédactrice), Camille Estienne (traductrice, rédactrice, participant à la fabrication)…
À leur contact et avec leur aide, Edmond Thomas a poursuivi une authentique entreprise de désenfouissement littéraire, publiant 400 titres en près de 50 années, et prêtant une attention toujours vigilante aux créations de ses contemporains. Alors que, l’âge venant, il ne renonce pas pour autant à l’édition et que son catalogue continue à s’étoffer, on peut aujourd’hui se faire une idée de l’œuvre accomplie.

### Sources
- Edmond Thomas, Plein Chant, catalogue, Bassac, Éditions Plein Chant, 1983, 343e éd., 28 p. (lire en ligne).
- Edmond Thomas, Plein Chant no 14 : Plein chantier, p. 59-66, Éditions Plein Chant, 1983, 350e éd., 88 p. (lire en ligne).
- Jérôme Godon, La Lettre du SLAM no 21, Éditions Plein Chant, 2006 (lire en ligne).